# تروي غراي
تروي غراي (بالإنجليزية: Troy Gray)‏ هو معلق رياضي أسترالي، ولد في 26 فبراير 1973.

## وصلات خارجية
- الموقع الرسمي
- تروي غراي على موقع AustralianFootball.com (الإنجليزية)
- تروي غراي على موقع AFLtables.com (الإنجليزية)
- تروي غراي على موقع IMDb (الإنجليزية)